# Henri Gervex
Henri Gervex (Montmartre, 1852. szeptember 10. – Párizs, 1929. június 7.) francia festőművész.

## Pályakép
Korai munkái szinte kizárólag mitológiai témájúak voltak, melyek valójában ürügyül szolgáltak a meztelenség megfestéséhez, és nem mindig a jó ízlés határain belül. Az 1878-as Rolla című képét, amely Alfred de Musset verse nyomán született, elutasította a párizsi szalon zsűrije az erkölcstelensége miatt. A kép egy meztelen prostituáltat ábrázol azután, hogy szeretkezett az ügyfelével.
Későbbi képein Gervex a modern élet jeleneteit, figuráit festette meg, továbbá elkészítette Rembrandt Dr. Tulp anatómiája című művének parafrázisát is.

## Művei
- https://hu.pinterest.com/arepradam/henri-gervex/

## Képek

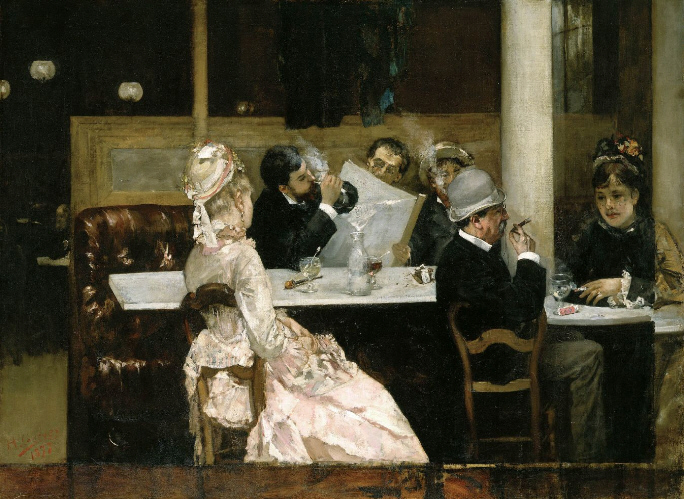
Café Scene in Paris, 1877
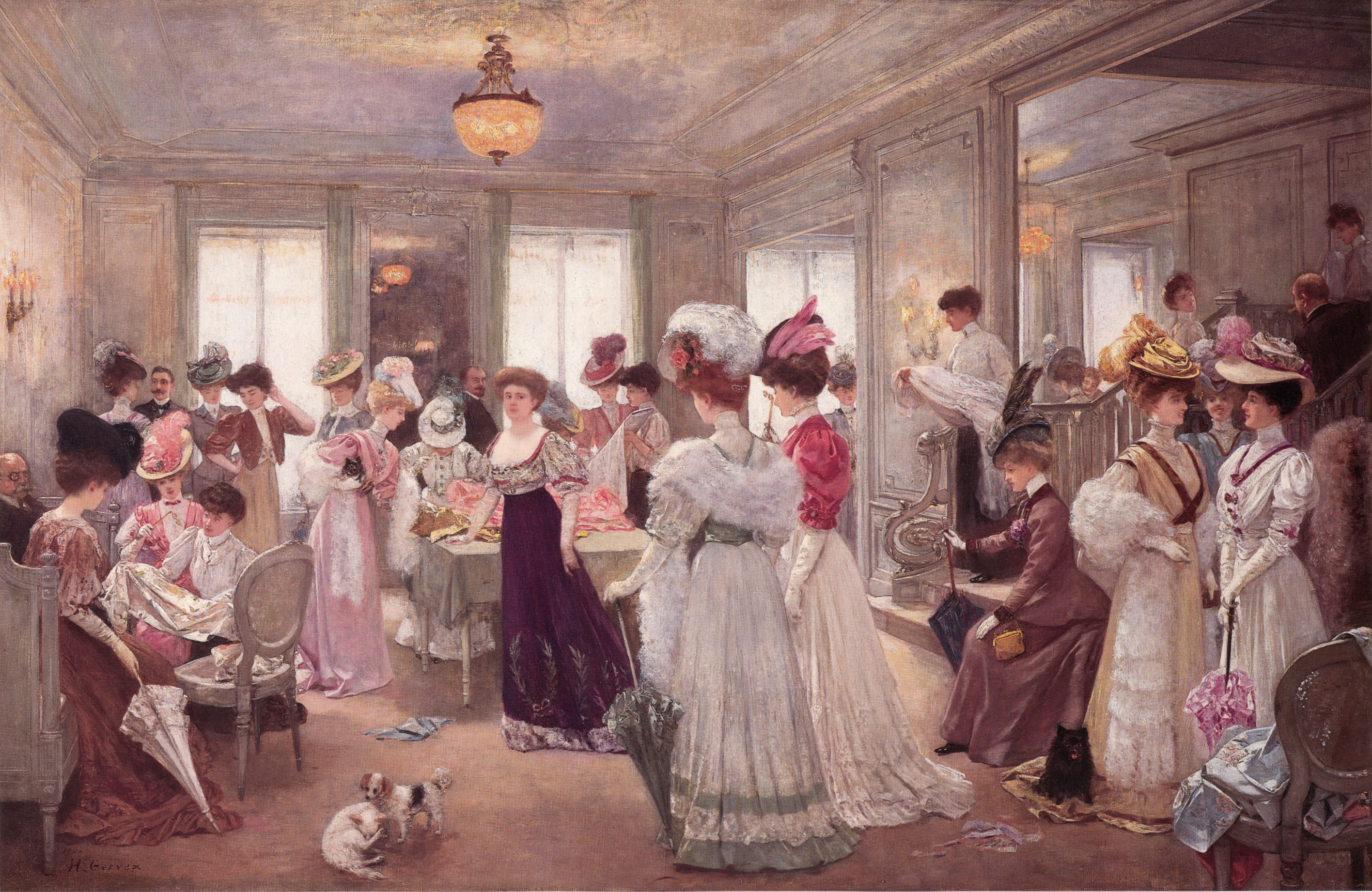
Cinq Heures Chez Paquin
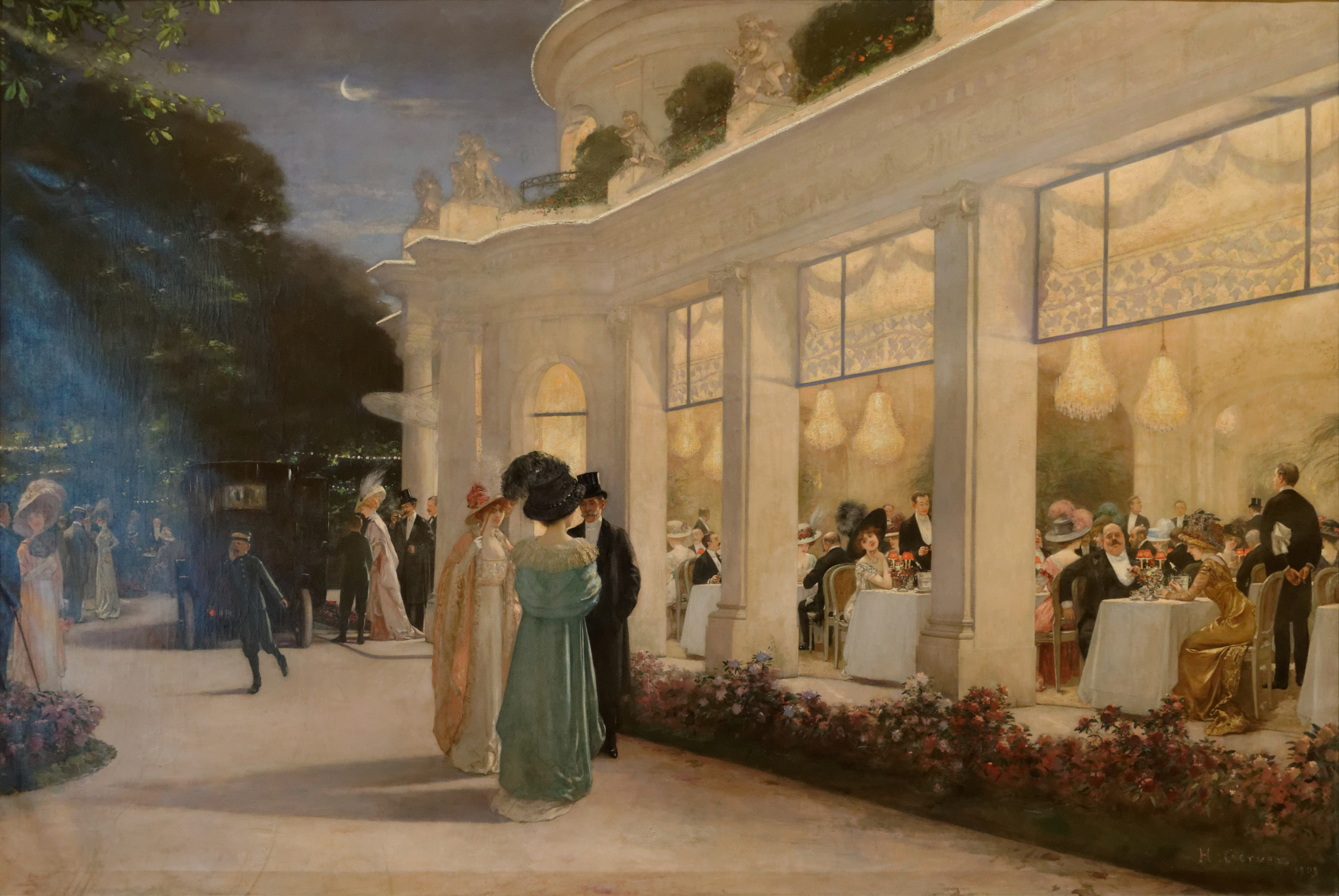
A soirée
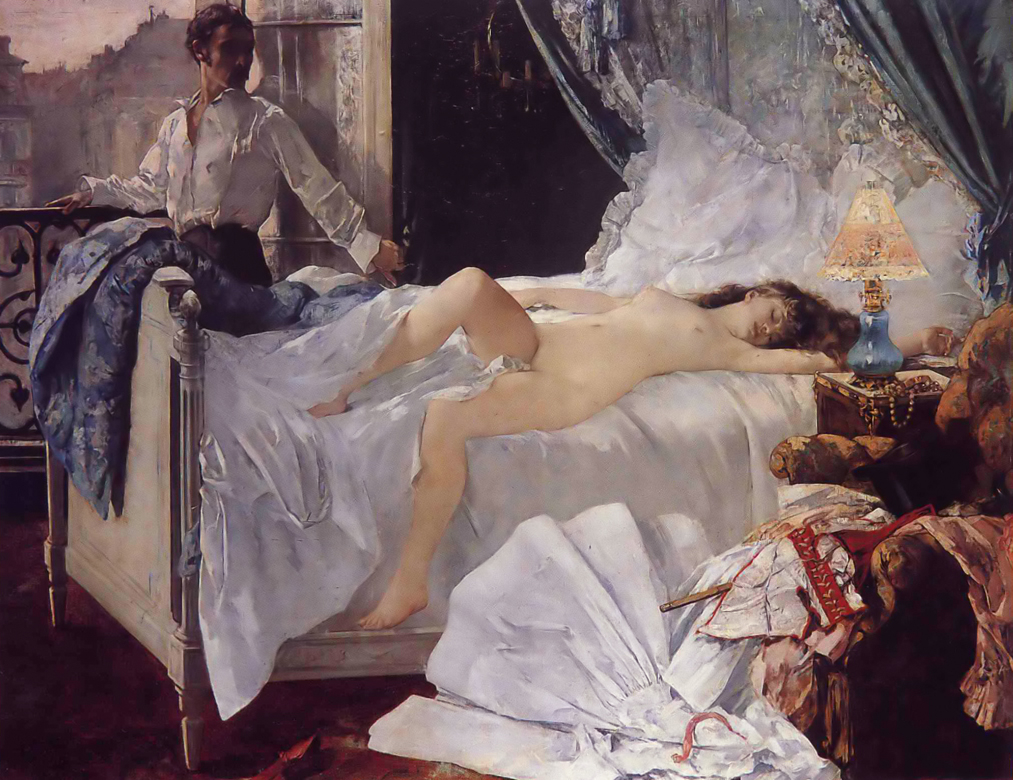
Rolla
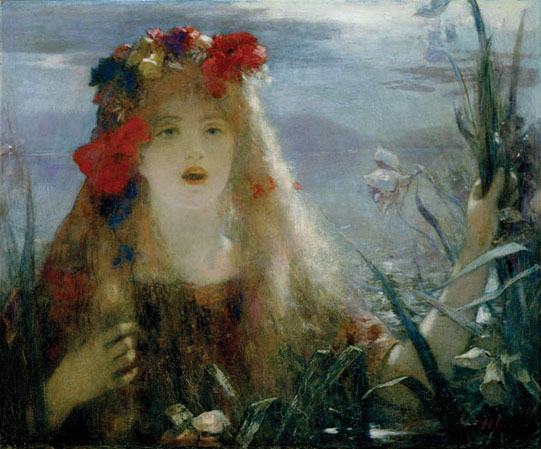
Ofélia